# Boxe aux Jeux sud-asiatiques
Les compétitions de boxe anglaise des Jeux d'Asie du Sud sont organisés par l'AIBA (Association Internationale de Boxe Amateur) depuis 1984.

## Boxe aux Jeux sud-asiatiques
| Année | Édition                 | Lieu      | Lieu       | Date                   |
| 1984  | 1er Jeux sud-asiatiques | Katmandou | Népal      | Septembre              |
| 1985  | 2e Jeux sud-asiatiques  | Dacca     | Bangladesh | Décembre               |
| 1987  | 3e Jeux sud-asiatiques  | Calcutta  | Inde       | Novembre               |
| 1989  | 4e Jeux sud-asiatiques  | Islamabad | Pakistan   | 20 - 28 octobre        |
| 1991  | 5e Jeux sud-asiatiques  | Colombo   | Sri Lanka  | 22 - 31 décembre       |
| 1993  | 6e Jeux sud-asiatiques  | Dacca     | Bangladesh | 20 - 27 décembre       |
| 1995  | 7e Jeux sud-asiatiques  | Madras    | Inde       | Décembre               |
| 1999  | 8e Jeux sud-asiatiques  | Katmandou | Népal      | Septembre              |
| 2004  | 9e Jeux sud-asiatiques  | Islamabad | Pakistan   | 29 mars - 7 avril      |
| 2006  | 10e Jeux sud-asiatiques | Colombo   | Sri Lanka  | 19 - 22 août           |
| 2010  | 11e Jeux sud-asiatiques | Dacca     | Bangladesh | 29 janvier - 9 février |